# Ínkino
Ínkino (en rus: Инкино) és un poble de l'óblast de Tomsk, a Rússia, que el 2015 tenia 557 habitants.